# Pietro Labruzzi
Pietro Labruzzi (Roma, 1739 – Roma, 13 febbraio 1805) è stato un pittore italiano.
Attivo nella seconda metà del XVIII secolo, si divise tra l'Italia e il Regno di Polonia, dove ebbe l'onore di servire l'ultimo monarca, Stanislao II Augusto Poniatowski.

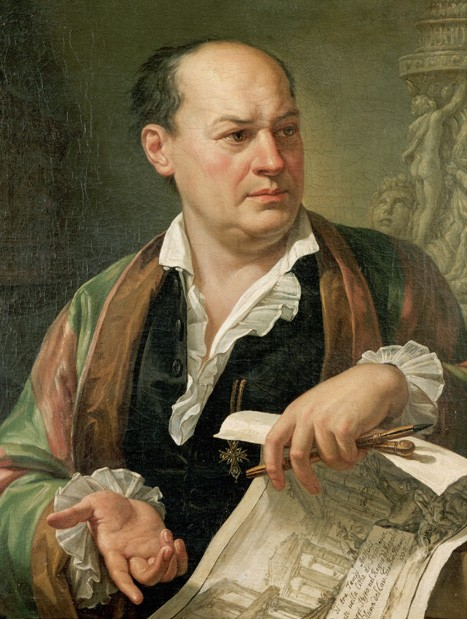
Pietro Labruzzi, Giovanni Battista Piranesi

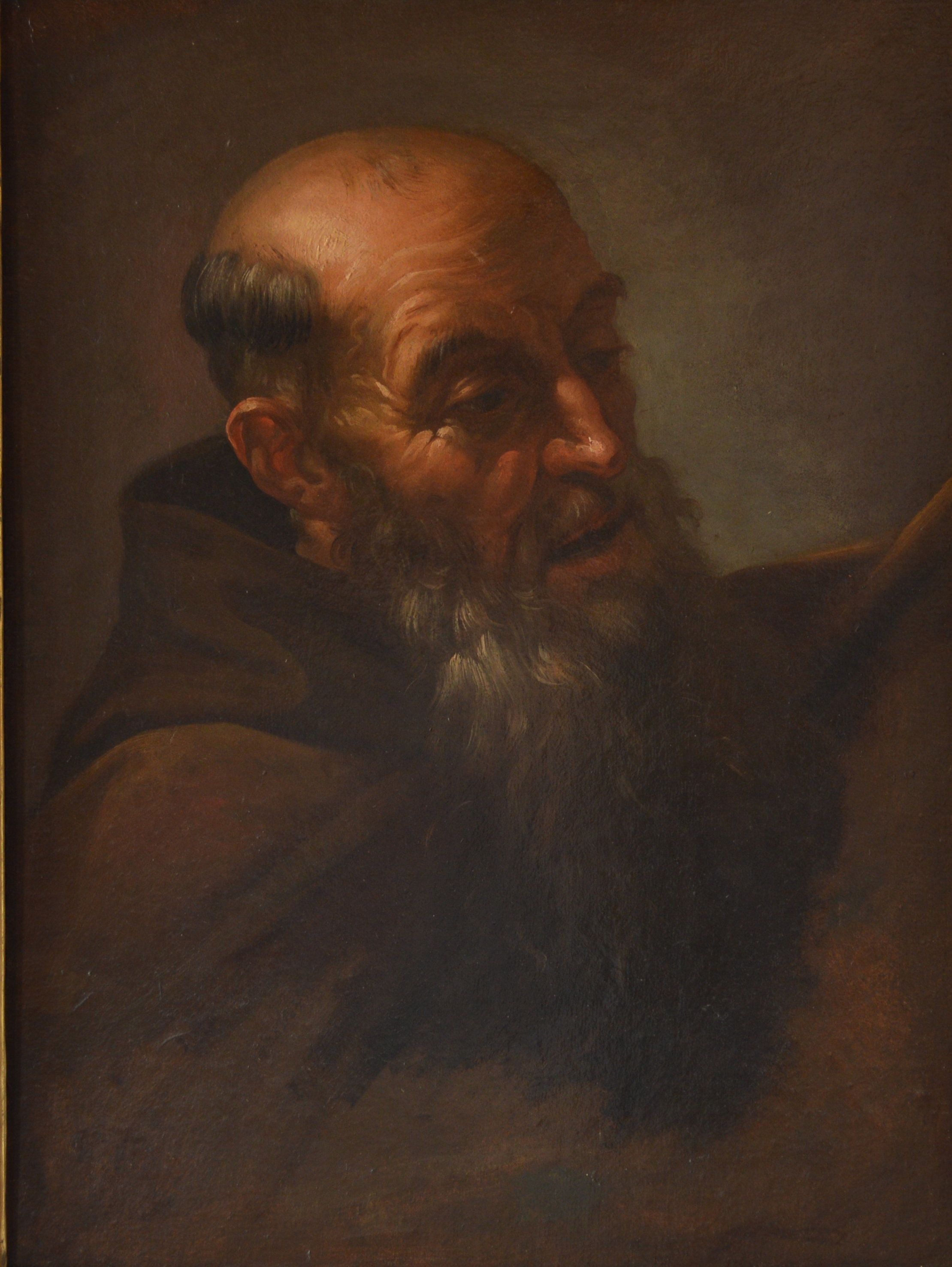
Pietro Labruzzi, san Lorenzo da Brindisi

## Biografia
Figlio di Giacomo Romano Labruzzi e Teresa Folli, una donna di origine genovese, operò in maniera continua e secondo una evoluzione di stili dettata sia dalle particolari richieste dei committenti e sia secondo la propria esperienza, della quale tuttavia non vi sono notizie chiare.
Nel periodo compreso tra il 1771 e il 1776 conobbe la poetessa Maria Maddalena Morelli, e ne realizzò su sua richiesta un ritratto.
Dal 1780, poté entrare a far parte della Congregazione dei Virtuosi al Pantheon. Nel 1791 realizzò, su commissione di Paolo Carnevali, un quadro raffigurante la Vergine Maria per la Chiesa di Santa Maria Assunta di Rocca di Papa. L'opera, andata perduta, fu poi ritrovata tra i resti della parrocchiale, crollata durante un grave terremoto nel 1806.
A Roma, dov'era nato, morì nel 1805.

## Opere
- Madonna della Pietà - Chiesa di Santa Maria Assunta, Rocca di Papa
- Ritratto di Maria Maddalena Morelli
- San Lorenzo davanti al giudice prima del martirio, sull'altare maggiore del Duomo di Tivoli
- Ritratto di papa Pio VII nella sagrestia del Duomo di Tivoli
- Ritratto del pittore Domenico De Angelis
- San Lorenzo da Brindisi, Museo dei Cappuccini di Firenze